# Zacatecas ankasokellus
Zacatecas ankasokellus är en fjärilsart som beskrevs av Pierre E.L. Viette 1960. Zacatecas ankasokellus ingår som enda art i släktet Zacatecas och familjen Crambidae. Inga underarter finns listade i Catalogue of Life.